# السؤال (كتاب)
السؤال (بالفرنسية La Question «لاكيستيون») هو كتاب للكاتب هنري علاق، نشر عام 1958. ويشتهر هذا الكتاب بوصفه الدقيق لـ أساليب التعذيب التي كان يستخدمها رجال المظلات الفرنسيون أثناء ثورة التحرير الجزائرية من وجهة نظر الضحية. وخضع كتاب السؤال للرقابة في فرنسا بعد بيع 60000 نسخة في أسبوعين.
في أثناء فترة اعتقاله بسجن بارباروس، ألف هنري علاق سرًا كتابه «السؤال» الذي وثق فيه وحشية التعذيب وأساليبه ووضح فيه جرائم الاستعمار الفرنسي في حق الجزائريين والأوروبيين المؤمنين باستقلال الجزائر.
هرّب محامي هنري علاق «لِيو ماتاراسو» صفحات الكتاب من السجن، ليصدر عن «منشورات مينوي» الفرنسية عام 1958، ويوزع منه أكثر من 60 ألف نسخة، لكن السلطاتُ الفرنسية عمدت إلى مصادرته من المكتبات ومنع تداوله، وقبل ذلك، رفضت بعض دور النشر في فرنسا وغيرها نشره بسبب مضامينه.
بقي هنري علاق وفيًا للقضية الجزائرية وحق شعبها في تقرير مصيره والعيش بحرية وكرامة بعيدًا عن المستعمر الفرنسي
أعيد بعد ذلك نشر الكتاب في سويسرا، ورغم محاصرة عملية ترويجه من السلطات الفرنسية، نجح في كشف الوجه القبيح للاستعمار الفرنسي وتنبيه الرأي العام الفرنسي إلى حقيقة ما يحدث في الجزائر المستعمَرة.

## المؤلف
عمل هنري علاق، الصحفي، في وقت سابق كرئيس تحرير لجريدة ألجي ريبيبليكان، التي أصبحت سرية عندما واجهت حظر النشر. وقد كان التحقيق الذي تلا قرار الحظر يهدف إلى التعرف على هوية الأشخاص الذين دعموه، والذي أصر علاق على حمايتهم.
وكتب هنري رواية سيرة ذاتية أثناء تواجده في سجن باربيروس بـ الجزائر. وتمكن من تهريب صفحات روايته بمساعدة محاميه.
كشف هنري علاق في «السؤال» وحشية الاستعمار الفرنسي
في يوم الـ17 من يوليو/تموز 2013، رحل الصحافي الفرنسي والمناضل الشيوعي هنري علاق الذي كان من أصدق المصادر التاريخية التي وثقت التعذيب خلال حرب تحرير الجزائر من المستعمر الفرنسي.
في هذا التقرير الجديد لنون بوست، ضمن ملف «فرنسيون ضد الاستعمار»، سنتطرق معًا لشخصية هذا الحقوقي الذي يعد أحد أبرز المدافعين عن الثوار الجزائريين والثورة إبان الاحتلال الفرنسي وأحد أهم المساهمين في فضح الجرائم والانتهاكات التي مارسها الاستعمار الفرنسي في الجزائر.
ولد هنري علاق في 20 من يوليو/تموز 1921 بالعاصمة البريطانية لندن، من والدين يهوديين ينحدران من أصول بولندية روسية هربا من المذابح في بلديهما، انتقل علاق بعد ذلك صحبة عائلته إلى باريس، حيث أمضى هناك طفولته ومراهقته.
أكتوبر/تشرين الأول سنة 1939، أي بعد شهر فقط من انطلاق الحرب العالمية الثانية، انتقل هنري علاق إلى الجزائر، وهناك عاين جرائم الاستعمار الفرنسي بحق السكان الأصليين للبلاد وشاهد حجم العنف والقمع الممارس ضدهم.
في أثناء فترة اعتقاله بسجن بارباروس في وهران الجزائرية، ألف هنري علاق سرًا كتابه «السؤال» الذي وثق فيه وحشية التعذيب وأساليبه
عند وصوله الجزائر، أدرك هنري علاق أن هناك فئتين من الناس في المستعمرة الفرنسية: معمرين ومستعمرين، ليقرر بعد ذلك الانضمام إلى الحزب الشيوعي الجزائري الذي كان يضم جزائريين وفرنسيين ويدافع عن حقوق الجزائريين.
في الجزائر تعرف الحقوقي هنري علاق على جيلبيرت سرفاتي التي ستصبح زوجته سنة 1946، وتنضم معه إلى الحزب الشيوعي الجزائري ويناضلا معًا في سبيل استقلال الجزائر وخروج المستعمر الفرنسي من هذه الأراضي العربية.
حمل هنري علاق القضية الجزائرية في قلبه ووجدانه وآمن بضرورة استقلال البلاد وتخلى عن فرنسيته مقابل إنسانيته، حين تحدى سلطات الاحتلال الفرنسي وانخرط في الثورة الجزائرية وناصر الثوار في مسيرتهم ضد المستعمر.

## الموضوع
يتمثل هذا الكتاب في رواية تسرد بتسلسل زمني الفترة التي قضاها المؤلف في السجن والتجارب القاسية التي عاشها في الأبيار (الجزائر العاصمة) ثم في معسكرات لودي. يفتتح كتاب السؤال بهذه العبارة: «بعد الهجمات التي شنها الفرنسيون الفاسدون، فإليكم فرنسا التي أدافع عنها.»(En attaquant les Français corrompus, c’est la France que je défends.) ثم يسرد كتاب السؤال تفاصيل إلقاء القبض على علاق في 12 يونيو 1957 على أيدي فريق المظلات 10 هـ بقيادة جاك ماسو. ولقد كان علاق في زيارة لـ موريس أودان، والذي كان قد ألقي القبض عليه في اليوم السابق لاعتقاله؛ وجعل جنود المظلات من شقته فخًا لاصطياد أتباعه.
وبالتالي، اعتقل علاق في الأبيار؛ وهناك تعرض للتعذيب. وحاول رجال المظلات أولًا إرهابه من خلال جلب صديقه أودان، والذي كان قد تعرض للتعذيب في اليوم السابق. وأخبر أودان علاق قائلًا «الأمر صعب، يا هنري» (c'est dur, Henri). ويكتب علاق أنه لم يكن يعلم أن هذه ستكون المرة الأخيرة التي يرى فيها صديقه. ومع ذلك رفض علاق الحديث.
وتعرض علاق بشكل خاص لـ التعذيب بالماء والذي وصفه في روايته التالية بما يعرف الآن باسم إغراق إلى حد الاختناق
...لقد قاموا بالتقاط قطعة الخشب التي كنت لا أزال مربوطًا بها وحملوني إلى المطبخ. ... وثبتوا أنبوبًا مطاطيًا في صنبور معدني يتواجد فوق وجهي تمامًا. وقاموا بلف رأسي بقطعة قماش... وعندما أصبح كل شيء جاهزًا، قال لي أحدهم: «عندما ترغب في التحدث، كل ما عليك فعله تحريك أصابعك.» ثم استدار نحو الصنبور. ثم غُمرت الخرقة سريعًا بالماء. وفاضت المياه في كل مكان: فمي وأنفي وفي جميع أنحاء وجهي. ولكن للحظات كنت لا أزال قادرًا على تنفس بعض نسمات الهواء البسيطة. وحاولت، من خلال قبض حلقي، أن أبتلع أقل قدر ممكن من الماء ومقاومة الاختناق من خلال الاحتفاظ بالهواء في رئتي لأطول فترة أستطيعها. ولكن لم أستطع الاستمرار لأكثر من لحظات قليلة. وتولد لدي انطباع بالغرق، واستولى علي شعور بالعذاب الرهيب، المتمثل في الموت نفسه. ورغمًا عني، كافحت كافة عضلاتي دون جدوى لإنقاذي من الاختناق. ورغمًا عني، أصبحت أصابعي تهتز دون سيطرة. وسمعت صوتًا يقول «هذا كل شيء! سيبدأ الآن بالتحدث».
لقد عانى من التعذيب، ومهدد بتطبيق حكم الإعدام عليه بإجراءات موجزة. وصف علاق بالتفاصيل الدقيقة هذين النوعين من المولدات التي تدار باليد (والتي تسمى «جيجين»، في مخازن الجيش؛ حيث تستخدم في تشغيل معدات الاتصال الإذاعية) تستخدم لهذا الغرض ولإحداث مثل هذا التأثير على الجسم.
لقد شعرت بالفرق في الجودة. فبدلًا من التعرض لنبضات حادة وسريعة تمزق جسدي إربًا، الآن أصبح الألم كبيرًا يجتاحني بعمق أكبر في جميع عضلاتي ويلويها لفترة أطول (je sentis une différence de qualité. Au lieu de morsures aiguës et rapides qui semblaient me déchirer le corps, c’était maintenant une douleur plus large qui s’enfonçait profondément dans tous mes muscles et les tordait plus longuement)
بعد أن ثبت عدم فعالية الضغط البدني والنفسي في تحقيق الهدف المرجو، حُقن علاق بمادة بنتوثال، والتي أثبتت فشلها كذلك في جعله يتكلم.
ويشير علاق إلى سماعه لصرخات المعتقلين الآخرين، وبخاصة أصوات امرأة كان يعتقد أنها زوجته. كذلك، أشار إلى سماع ما اعتقد أنه صوت صديقه أودن لحظة إعدامه.
وبعد فشل كافة المحاولات التي تجعله يتحدث، هُدد علاق لأول مرة بتنفيذ حكم الإعدام عليه، واستقر في نفسه أن مصيره الإعدام. في واقع الأمر، حاول أحد المسؤولين المقايضة بين عودة محاكمته أمام القضاء المدني مقابل التوقيع على شهادة تلقيه لحسن المعاملة من رجال المظلات؛ ورفض علاق الموافقة على هذه المقايضة، وفي نهاية المطاف أُعيد إلى القضاء المدني دون قيد أو شرط.

## التنقيح والنشر والرقابة
نُقل علاق إلى معسكر لودي وقضى فيه مدة شهر، ثم نُقل إلى سجن باربرهوس المدني، حيث أُعيد إلى الدوائر القانونية العادية. وهناك، أخفى نص كتاب القضية سرًا، وبدأ في نقلها لمحاميه شيئًا فشيئًا.
وفي تاريخ 18 فبراير 1958 قامت صحيفة إيديشن دي مينيوت بنشر كتاب السؤال، مصحوبًا بمقدمة بقلم جان بول سارتر; وصادرت الشرطة الإصدارات الخاصة بالعديد من الصحف التي طرحته للنشر، بناءً على طلب من المحكمة العسكرية بباريس، وخضع الكتاب نفسه للرقابة في 27 مارس، بعد بيع 60000 نسخة. وتمثل الدافع الذي تم إثارته لتبرير مثل هذا الإجراء «المساهمة في السعي لإضعاف معنويات الجيش، بهدف إعاقة مؤسسة الدفاع الوطني».”
بعد أسبوعين نشرت نيلس أندرسون الكتاب مرة أخرى في صحيفة إيديشن دو لا سيتي في لوزان، سويسرا.
وعلى الرغم من توفر المقالات ذات الصلة والاستشهادات من الكتب، أصبحت المذكرات نفسها «على وشك أن تصبح من أكثر الكتب مبيعًا وموضوعًا خصبًا للنقاش الحيوي» في فرنسا. وعلى إثر ذلك، قامت الحكومة الفرنسية بمصادرة أحد المقالات المنشورة في إكسبريس حيث تناول جان بول سارتر بالذكر آثار كتاب علاق على الدولة الفرنسية. ومع ذلك، تم توزيع المقال سرًا ليصبح مقدمة للترجمات الإنجليزية للكتب.
رسميًا، حظرت الحكومة الفرنسية كتاب القضية في إطار معالجتها للمناخ السياسي الذي يزداد توترًا. وبناءً على أمر من المحكمة العسكرية والتي قد بدأت في اتخاذ إجراءٍ قانوني ضد ما زعمت أنه "محاولة لإضعاف معنويات الجيش بقصد الإضرار بقضية الدفاع عن الأمة؛ صادرت السلطات الفرنسية النسخ المتبقية والبالغ عددها 7000 بدار النشر إيديشن دي مينيوت في السابع والعشرين من مارس 1958; ومع ذلك تواصلت عملية توزيع النسخ الـ 60000 التي تم بيعها بالفعل، وبفضل الناشرين الشجعان الذين استمروا في العمل خلال الحرب الجزائرية، كان هناك ما يزيد عن 162000 نسخة في فرنسا بنهاية عام 1958.
لقد كان لهذا الكتاب دورٌ فعال في الكشف عن مدى وحشية التعذيب الذين كان مستخدمًا في الجزائر من قبل الجيش الفرنسي؛ والأساليب المستخدمة؛ وكيف أنها تجنبت لفت أنظار الرأي العام إليها؛ وكيف أن حالات التعذيب تراجعت ولم تعد تستخدم بشكل كبير على الإرهابيين؛ تحت ذرائع وقائية متمثلة في تجربة «سيناريو القنبلة الموقوتة» ليتم استخدامها بحرية على المعارضين السياسيين الإرهابيين وعامة الشعب.

## آثار ما بعد الكارثة
أتبع ذلك استفسارات أثبت علاق من خلالها أنه قادر على وصف أجزاء من الأبيار بدقة؛ حيث من غير المسموح للمعتقلين بالزيارة في إطار الاحتجاز العادي، مثل المطبخ الذي تعرض فيه للتعذيب بالماء.
في هذا الكتاب كشف هنري علاق جحيم مراكز الاعتقال والسجون وفضح أساليب التعذيب التي مارسها الاحتلال الفرنسي ضد الثوار والمتعاطفين معهم، في مسعى منه لإدانة فرنسا الاستعمارية وتدويل القضية الجزائرية.
وفق ما جاء في الكتاب تعرض علاق بشكل خاص للتعذيب بواسطة الماء، واصفًا هذه العملية باسم «إغراق إلى حد الاختناق»، كما روى التفاصيل الدقيقة لتعرضه للتعذيب بالمولدات الكهربائية من الجيش الفرنسي، ما أحدث مضاعفات سلبية على جسده.
يقول علاق في كتابه السؤال: «تجرعتُ الكثير من الآلام والإهانات إلى درجة أنني كنت لا أتجرأ على استعادة ذكريات التعذيب، لم أكُن لأفعل لولا اعتقادي أنها تسهم في كشف الحقيقة، وتساعد في التوصل إلى وقفٍ لإطلاق النار وبلوغ السلم المنشود».
يضيف في مكان آخر من الكتاب «كان شاربونييه (أحد المظليين الفرنسيين) يعذبني بالكهرباء رافعًا صوته مرددًا نفس الكلام أين قضيت ليلتك قبل أن يتم توقيفك؟ كما كانوا يأخذون وقودًا يشعلونه ويضعونه على صدري وأطراف أصابع رجلي، ومن كثرة الألم أصبحت لا أحس مما أزعجهم كثيرًا».
«كان شاربونييه قد أرسل في جسدي أول شحنةٍ كهربائية، كانت شرارةٌ طويلة قد صدرت قرب أذني وأحسست بقلبي يقفز في صدري، تلويت صارخًا وتصلبت حتى جرحت نفسي، في حين كانت الذبذبات الكهربائية تتوالى دون توقف بإيعاز من شاربونييه، والمولد المغناطيسي في يده».
كان المظليون يمنعون الطعام والشراب عن المعتقل ويضعون الكهرباء داخل فمه دون أي رأفة أو إنسانية، حتى إذا جف ريقه وعرفوا بأنه وصل إلى درجة لا يحتمل بعدها العطش، أعطوه كمية ماء تكون شديدة الملوحة، لدفعهم إلى التكلم والاعتراف.
لم يكن للجلادين الفرنسيين قلوب أو لعلها ماتت، وفق هنري علاق، فقد أصبح التعذيب مهنتهم وقوتهم اليومي، يتلذذون بما يقومون به ويسعون جاهدين إلى ابتكار أنواع وصنوف جديدة من أصناف التعذيب لإذلال وإهانة الجزائريين والأوروبيين المساندين لهم.
بقي هنري علاق وفيًا للقضية الجزائرية وحق شعبها في تقرير مصيره والعيش بحرية وكرامة بعيدًا عن المستعمر الفرنسي، فقد عمل طوال حياته على فضح جرائم المحتل مخلفًا وراءه أرشيفًا ثريًا يشهد على التعذيب الممنهَج الذي مارسه الفرنسيون خلال الثورة الجزائرية.
لقد تم تعديل كتاب السؤال بحيث يلائم عرضه على شاشات السينما عام 1977 بواسطة لورانت هينيمان.